# Бидерсхаузен
Бидерсхаузен (нем. Biedershausen) — община в Германии, в земле Рейнланд-Пфальц. 
Входит в состав района Юго-западный Пфальц. Подчиняется управлению Вальхальбен.  Население составляет 271 человек (на 31 декабря 2010 года). Занимает площадь 3,65 км².